# Olympique Charleville Prix Ardenne métropole
 (mai 2023).
Si vous disposez d'ouvrages ou d'articles de référence ou si vous connaissez des sites web de qualité traitant du thème abordé ici, merci de compléter l'article en donnant les références utiles à sa vérifiabilité et en les liant à la section « Notes et références ».
L'Olympique Charleville Prix Ardenne métropole est un club français de football situé à Prix-lès-Mézières dans le département des Ardennes. Il est issu de la fusion en 2024 de l'AS Prix-lès-Mézières et de l'Olympique Charleville Neufmanil Aiglemont.
Le club évolue en National 3, la cinquième division française. L'AS Prix-lès-Mézières réalise lors des saisons 2011-2012, 2016-2017 et 2019-2020 des parcours notables en Coupe de France, atteignant les 32èmes de finale en 2012, et les 16èmes de finale en 2017 et 2020.

## Identité du club

### Logos

Écusson dans les années 2000
Écusson de 2019 à 2024.
Logo de l'OCPAM depuis 2024.

## Palmarès et résultats sportifs

### Palmarès
| Compétitions nationales                                                   | Compétitions régionales |
| ------------------------------------------------------------------------- | --- |
| - Coupe de France - Meilleure performance : 16e de finale en 2017 et 2020 | - Championnat de Régional 1 Grand Est (1) - Champion : 2019 - Championnat de DH de Champagne-Ardenne (2) - Champion : 2010 et 2016 |

### Bilan saison après saison
Le tableau suivant retrace le parcours du club depuis 2003.
| Saison    | Championnat                  | Championnat | Championnat | Championnat | Championnat | Championnat | Championnat | Championnat | Championnat | Championnat | Coupe de France |
| Saison    | Div.                         | Pos.        | Pts         | M           | V           | N           | D           | BP          | BC          | +/-         | Coupe de France |
| --------- | ---------------------------- | ----------- | ----------- | ----------- | ----------- | ----------- | ----------- | ----------- | ----------- | ----------- | --------------- |
| 2002-2003 | DH - Champagne-Ardenne       | 10          | 56          | 26          | 10          | 6           | 10          | 35          | 35          | 0           | -               |
| 2003-2004 | DH - Champagne-Ardenne       | 9           | 59          | 26          | 8           | 9           | 9           | 34          | 32          | +2          | -               |
| 2004-2005 | DH - Champagne-Ardenne       | 5           | 66          | 26          | 10          | 10          | 6           | 26          | 18          | +8          | -               |
| 2005-2006 | DH - Champagne-Ardenne       | 9           | 45          | 22          | 5           | 8           | 9           | 17          | 25          | -8          | -               |
| 2006-2007 | DH - Champagne-Ardenne       | 8           | 59          | 26          | 8           | 9           | 9           | 26          | 32          | -6          | -               |
| 2007-2008 | DH - Champagne-Ardenne       | 6           | 64          | 26          | 9           | 11          | 6           | 30          | 20          | +10         | -               |
| 2008-2009 | DH - Champagne-Ardenne       | 11          | 58          | 26          | 8           | 8           | 10          | 27          | 37          | -10         | -               |
| 2009-2010 | DH - Champagne-Ardenne       | 1           | 87          | 26          | 18          | 7           | 1           | 48          | 22          | +26         | -               |
| 2010-2011 | CFA 2 (gr. B)                | 16          | 37          | 30          | 0           | 7           | 23          | 19          | 76          | -57         | 5e tour         |
| 2011-2012 | DH - Champagne-Ardenne       | 6           | 66          | 26          | 10          | 10          | 6           | 45          | 35          | +10         | 1/32 de finale  |
| 2012-2013 | DH - Champagne-Ardenne       | 2           | 78          | 26          | 15          | 7           | 4           | 52          | 21          | +31         | -               |
| 2013-2014 | DH - Champagne-Ardenne       | 3           | 77          | 26          | 15          | 6           | 5           | 46          | 21          | +25         | 7e tour         |
| 2014-2015 | DH - Champagne-Ardenne       | 2           | 75          | 26          | 14          | 7           | 5           | 44          | 27          | +17         | -               |
| 2015-2016 | DH - Champagne-Ardenne       | 1           | 99          | 26          | 24          | 1           | 1           | 87          | 15          | +72         | 7e tour         |
| 2016-2017 | CFA 2 (gr. D)                | 6           | 38          | 26          | 11          | 5           | 10          | 41          | 38          | +3          | 1/16 de finale  |
| 2017-2018 | National 3 Grand Est         | 13          | 33          | 30          | 8           | 9           | 13          | 30          | 38          | -8          | 6e tour         |
| 2018-2019 | Régional 1 Grand Est (gr. A) | 1           | 61          | 26          | 19          | 4           | 3           | 49          | 21          | +28         | 8e tour         |
| 2019-2020 | National 3 Grand Est         | 4           | 27          | 18          | 7           | 6           | 5           | 20          | 19          | +1          | 1/16 de finale  |
| 2020-2021 | National 3 Grand Est         | 10          | 7           | 7           | 2           | 1           | 4           | 9           | 11          | -2          | 1/32 de finale  |
| 2021-2022 | National 3 Grand Est         | 10          | 34          | 26          | 9           | 7           | 10          | 27          | 38          | -11         | 5e tour         |
| 2022-2023 | National 3 Grand Est         | 4           | 46          | 26          | 13          | 7           | 6           | 44          | 30          | 14          | 7e tour         |
| 2023-2024 | National 3 Grand Est         | 9           | 33-3        | 26          | 10          | 6           | 10          | 34          | 33          | +1          | 7e tour         |
| 2024-2025 | National 3 Grand Est         | 4           | 35          | 26          | 9           | 8           | 9           | 37          | 38          | -1          | 7e tour         |

## Entraîneurs
Le tableau suivant présente la liste des entraîneurs du club depuis 2010.
| # | Période     | Nom             |
| - | ----------- | --------------- |
| 1 | 2010-2011   | Eric Duffour    |
| 2 | 2011-2014   | Pierre Diacre   |
| 3 | 2013-2015   | Jacky Le Bihan  |
| 4 | 2015-2016   | Samy Smaili     |
| 5 | 2016-2017   | Farid Fouzari   |
| 6 | 2017-2018   | Teddy Pellerin  |
| 7 | depuis 2018 | Laurent Billard |